# Idiops monticoloides
Espèce
Synonymes
- Acanthodon monticoloides Hewitt, 1919

Idiops monticoloides est une espèce d'araignées mygalomorphes de la famille des Idiopidae.

## Distribution
Cette espèce est endémique de l'Eswatini.

## Description
Le mâle holotype mesure 13 mm et la femelle 24 mm.

## Publication originale
- Hewitt, 1919 : Descriptions of new South African Araneae and Solifugae. Annals of the Transvaal Museum, vol. 6, no 3, p. 63-111 (texte intégral).